# 민족문제연구소의 친일인명사전 수록자 명단 - 지역유력자
민족문제연구소의 친일인명사전 수록예정자 명단 - 지역유력자는 2008년 민족문제연구소가 발표한 친일인명사전 수록예정자 명단 중 지역유력자 분야에 분류된 이들의 명단이다.

## 지역유력자 분야 목록 (52명)

### 가
| - 강위수 (姜渭秀) - 강창희 (姜昌熙) - 경제 - 권연수 (權演洙) - 김갑순 (金甲淳) - 중추원 - 김건영 (金健永) - 경제 - 김기옥 (金基玉) - 경제 - 김기홍 (金基鴻) - 중추원 - 김동원 (金東元) - 경제 | - 김두하 (金斗河) - 경제 - 김명학 (金明學) - 김민식 (金敏植) - 김병규 (金秉圭) - 김상홍 (金相洪) - 김성재 (金聖在) - 김용우 (金溶禹) - 김인오 (金仁梧) | - 김종섭 (金鍾燮) - 김치구 (金致龜) - 김태훈 (金泰勳) - 김홍량 (金鴻亮) - 김희준 (金熙俊) |

### 마
| - 목순구 (睦順九) |

### 바
| - 박기돈 (朴基敦) - 박성행 (朴聲行) | - 박주병 (朴周秉) | - 배영춘 (裵榮春) |

### 사
| - 소진문 (蘇鎭文) | - 손홍준 (孫洪駿) | - 송병문 (宋秉文) |

### 아
| - 양성관 (梁聖寬) - 엄달환 (嚴達煥) - 원윤수 (元胤洙) - 이강혁 (李康爀) - 이봉구 (李鳳九) - 이상옥 (李相玉) | - 이석구 (李錫九) - 이용석 (李容碩) - 이정재 (李定宰) - 이종준 (李鍾駿) - 임종상 (林宗相) | - 임호상 (林昊相) - 임흥순 (任興淳) |

### 자
| - 장지필 (張志弼) - 정상진 (鄭相珍) | - 조규철 (曺圭喆) - 조병학 (曺秉學) - 경제 | - 지정선 (池正宣) |

### 차
| - 최주성 (崔周星) | - 최해필 (崔海弼) |  |

### 하
| - 한만희 (韓萬熙) | - 한인수 (韓寅洙) | - 현용건 (玄容健) |

## 같이 보기
- 친일인명사전